# National Progressive Party
Le National Progressive Party (NPP) est un parti politique gilbertin, fondé sous la colonie des îles Gilbert et Ellice et dont le premier leader élu fut Ieremia Tabai, président en 1979. Après avoir perdu toute représentation parlementaire à la Maneaba ni Maungatabu avec le départ de ce président et la non réélection de Teatao Teannaki, il est revitalisé par Harry Tong lors des deux élections législatives suivantes (gagnées par le Boutokaan te koaua),.